# Kanton Saint-Étienne-du-Valdonnez
Der Kanton Saint-Étienne-du-Valdonnez ist seit 2015 ein französischer Wahlkreis in den Arrondissements Florac und Mende im Département Lozère in der Region Okzitanien; sein Hauptort ist Saint-Étienne-du-Valdonnez.

## Gemeinden
Der Kanton besteht aus 18 Gemeinden mit insgesamt 6714 Einwohnern (Stand: 1. Januar 2022) auf einer Gesamtfläche von 867,04 km²:
| Gemeinde                           | Einwohner 1. Januar 2022 | Fläche km² | Dichte Einw./km² | Code INSEE | Postleitzahl        | Arrondissement |
| ---------------------------------- | ------------------------ | ---------- | ---------------- | ---------- | ------------------- | -------------- |
| Altier                             | 216                      | 54,45      | 4                | 48004      | 48800               | Mende          |
| Bédouès-Cocurès                    | 448                      | 30,35      | 15               | 48050      | 48400               | Florac         |
| Brenoux                            | 388                      | 11,25      | 34               | 48030      | 48000               | Mende          |
| Cubières                           | 189                      | 48,88      | 4                | 48053      | 48190               | Mende          |
| Cubiérettes                        | 45                       | 11,34      | 4                | 48054      | 48190               | Mende          |
| La Bastide-Puylaurent              | 178                      | 24,19      | 7                | 48021      | 48250               | Mende          |
| Lanuéjols                          | 370                      | 32,67      | 11               | 48081      | 48000               | Mende          |
| Les Bondons                        | 141                      | 45,54      | 3                | 48028      | 48400               | Florac         |
| Mont Lozère et Goulet              | 1.107                    | 166,21     | 7                | 48027      | 48170, 48190, 48250 | Mende          |
| Pied-de-Borne                      | 197                      | 27,89      | 7                | 48015      | 48800               | Mende          |
| Pont de Montvert - Sud Mont Lozère | 537                      | 167,34     | 3                | 48116      | 48220               | Florac         |
| Pourcharesses                      | 128                      | 31,79      | 4                | 48117      | 48800               | Mende          |
| Prévenchères                       | 270                      | 62,75      | 4                | 48119      | 48800               | Mende          |
| Saint-André-Capcèze                | 205                      | 9,85       | 21               | 48135      | 48800               | Mende          |
| Saint-Bauzile                      | 590                      | 29,33      | 20               | 48137      | 48000               | Mende          |
| Saint-Étienne-du-Valdonnez         | 641                      | 56,09      | 11               | 48147      | 48000               | Mende          |
| Vialas                             | 447                      | 49,77      | 9                | 48194      | 48220               | Florac         |
| Villefort                          | 617                      | 7,35       | 84               | 48198      | 48800               | Mende          |
| Kanton Saint-Étienne-du-Valdonnez  | 6.714                    | 867,04     | 8                | 4813       | –                   | –              |

## Veränderungen im Gemeindebestand seit 2016
2017: 
- Fusion Bagnols-les-Bains, Belvezet (Kanton Grandrieu), Chasseradès, Le Bleymard, Mas-d’Orcières und Saint-Julien-du-Tournel → Mont Lozère et Goulet

2016:
- Fusion Bédouès und Cocurès → Bédouès-Cocurès
- Fusion Fraissinet-de-Lozère, Le Pont-de-Montvert und Saint-Maurice-de-Ventalon → Pont de Montvert - Sud Mont Lozère